# Бейнарт ІІ
Бейнарт II (пол. Bejnart II, Beynart II) — польський герб, варіант герба Абданк.

## Опис герба
Опис згідно класичними правилами блазонування: У червоному полі срібна ленкавиця, центральну крокву якої пробито у верхній частині двома такими ж стрілами, зверху ліворуч, внизу праворуч. Клейнод: три страусиних пір'їни. Намет червоний, підбитий сріблом. 
- Примітка: Альфред Знамеровський згадує дві стріли, що лежать на ленкавиці.

## Найперша згадка
Невідоме походження різновиду.

## Геральдичний рід
Бейнарт (Bejnart, Beynart).